# The Great Debaters
The Great Debaters (titulada El gran debate en España) es una película de 2007 de tipo drama biográfico, basada en la verdadera historia de Melvin B. Tolson. Denzel Washington dirige y protagoniza la película, con Forest Whitaker. Oprah Winfrey la produce mediante su productora, Harpo Productions, y el guion es de Robert Eisele.

## Argumento
Melvin B. Tolson fue un profesor de la universidad de "Wiley College Texas" que en 1935 inspiró a los estudiantes de su grupo de debate. Erudito y excelente orador, Tolson estimulaba a sus estudiantes a sostener argumentos lógicos, contraponerlos y defenderlos en debates. De esa manera, sus aprendices se empezaron a destacar y a competir con otras escuelas y, finalmente, atravesando las odiosas barreras sociales existentes, con la prestigiosa Universidad de Harvard.

## Reparto
- Denzel Washington ... Melvin B. Tolson
- Forest Whitaker ... James L. Farmer, Sr.
- Nate Parker ... Henry Lowe
- Denzel Whitaker ... James L. Farmer, Jr.
- Jurnee Smollett ... Samantha Booke
- Jermaine Williams ... Hamilton Burgess
- Gina Ravera ... Ruth Tolson
- John Heard ... Sheriff Dozier
- Kimberly Elise ... Pearl Farmer
- Jackson Walker ... Pig farmer
- Justice Leak ... Harland Osbourne
- Robert X. Golphin ... Dunbar Reed

## Veracidad de la historia
Aunque se basa en una historia real, el grupo original nunca debatió contra la Universidad de Harvard, sino contra la Universidad del Sur de California, que en ese tiempo era la campeona nacional del debate. Además, el grupo nunca fue considerado por los medios como un grupo de debate, pues los afroamericanos no fueron admitidos hasta después de la Segunda Guerra Mundial.